# Византијска Јерменија
Византијска Јерменија, позната и као Западна Јерменија, територија је Велике и Мале Јерменије, као и сусједне источнопонтске и месопотамске земље, које су у Византији означаване термином „Јерменија”.
Јерменија је пала под византијску власт након подјеле Велике Јерменије 387, када је око 20% земље припало Римском царству (Висока Јерменија, Цопк и дио Агдзника), а остатак Персијском цаству. Затим је Јерменија подијељена по други пут, а границе царства су проширене. Ова ситуација је довела до арапских инвазија, када су Византинци створила војно-политичку јединицу Арменикон. Крајем 9. вијека независност Јерменије је обновљена под Багратидима, а само дијелови историјске Јерменије остали су у саставу Византије. Од средине 10. вијека Византинци су дјелимично освојили Јерменско царство, а 1045. оно је потпуно апсорбовано и престало је да постоји. Четири вијека од битке код Манцикерта (1071), Византија је изгубила контролу над свим јерменским територијама.
Јермени су имали важну улогу у царству. Бројни византијски државници и војсковође, као што су генерал Нарзес и цареви Ираклије I, Василије I, који су поставили темеље Македонској династији, Роман I, Јован I, били су етнички Јермени.

## Историја

### Прва подјела Јерменије
Царство Велике Јерменије (275.898 км²) основано је 331. године п. н. е, а пријестонице наизмјенично су премјештане у Армавиру, Јервандашату, Арташату, Тигранакерту и Валаршапату, подијељено је 387. између Римског царства и Персијског царства. Након тога, Западна Јерменија (област Бардзр Ајк на сјеверозападу, област Цопк и западна половина област Ахдзник на југозападу, које заузимају 50.575 км²) припала је Римском царству, а послије званичне подјеле царства 395. припало је Византији. Граница са Персијом ишла је од ушћа ријеке Чорох на сјеверу до града Нисибис на југу. Римско царство је 37. н. е. укључивало једну од двије историјске и географске регије горње Месопотамије — јерменску Месопотамију, која је раније такође била дио Велике Јерменије, а 72. н. е. територија историјске царства Мала Јерменија, која се налази западно од горњег Еуфрата, на крајњем западу Јерменске висоравни.
Институт мјесних царева у Визнатијској Јерменији није одмах укинута, а цар Аршак III владао је још двије године након подјеле Велике Јерменије. Плашећи се персијских сплетки, добровољно се одрекао свог дијела царства у корист цара Теодосија I 389, под условом „да сви који до краја времена буду припадали његовом роду, уживају потпуну слободу и, уз то, никада неће плаћати порезе.”
Послије 389, територија Византијске Јерменије, подијељена на четири подрегије са укупном површином од 136.450 км², била је административно-политички неуједначена, што је ометало асимилациону политику царства. Област Бардзор Ајк добила је званичну ознаку „Велика Јерменија” или „Унутрашња Јерменија”, на чијем челу је био војни службеник (комит) са резиденцијом у Теодиосиопољу. У Цопку и западним окрузима Ахдзника образовано је шест аутономних сатрапија (Ангел-тун, Андзит, Балаховит, Велика Софена или Софаена, Софена и Хаштеанк) са централним градом Мартиропољом. Сатрапи ових аутономија су инсигније власти добијали лично од цара, а власт им је била насљедна. Такође, било им је дозвољено да одржавају сопствену армију, сачињену од Јермена, задржали су традиционална права и привилегије, а опорезивање њихове аутономије била је индивидуално, означено као „јерменски порези”. Четврта регија била је провинција Месопотамија.
Већина представника јерменски породица у служби царства имала је високе титуле и заузимали су различите административне и војне дужности, што је, несумњиво, био одраз посебне политике Византије према Јерменији. Најутицајније јерменске породице биле су Теодоракани, Каркауси, Даласини, Махитари.

### Административна реформа Јустинијана I
Током административних реформи цара Јустинијана I 535—538, територијална структура и облик власти у Византијској Јерменији потпуно су промијењени. У складу са главом I XXXI Јустинијанових новела (од 18. марта 536) „О успостављању четири архонта у Јерменији”, цијела Византијска Јерменија је подијељена на четири покрајине на челу са архонтима:
1. Прва Јерменија (раније Велика или Унутрашња Јерменија, дио Прве Јерменије, покрајине Полемонски Понт, Кападокијски Понт и Халдија у цјелини). Имала је седам градова: Керасунт, Колонија, Никопољ, Сатала, Трапезунт, Теодосиопољ и централни град Јустинијанопољ (Цумина).
2. Друга Јерменија (још један дио некадашње Прве Јерменије и сусједне рејона покрајине Еленопонт). Укупно је имала пет градова: Брис, Зела, Комани Понтски, Себастопољ и централни град Себастија.
3. Трећа Јерменија (бивша Друга Јерменија). Укупно је имала шест градова: Арабисон, Аријаратија, Арка, Комани Кападокијски, Кукусон и централни град Мелитена.
4. Четврта Јерменија (бивша аутономна сатрапија) са централним градовом Мартиропољем.[2]

Истовремено је укинута дужност комита Унутрашње Јерменије и аутономних јерменских сатрапија, над којима су постављена два дукса са резиденцијом у Мартиропољу. Устављена ја дужност војног магистра с резиденцијом у Теодосиопољу, под чију команду су пребачене оружане снаге, као и сва пуноћа војне моћи како у свим јерменским покрајинама Византије, тако и у покрајини Полемонски Понт. Од тада, јеменско племство (нахарари) изгубило је своје водеће положаје, власт је прешла из њихових руку у руке војног магистра, а обично становништво јерменских земаља више није служило у нахарарским одредима, него у регуларним јединицама византијске армије распоређеним на територији Јерменије. Ово административно-политичко устројство Византијске Јерменије остаће до почетка персијско-византијских ратова 572—591. и 602—628. године.

### Византијско-персијски ратови
Први војни сукоб са Персијом испровоцирао је устанак Црвеног Вардана (571—572), гдје су борбу водиле тадашње јерменске нахарарске породице, које су предводили Мамикоњани уз подршку Јерменске апостолске цркве. Нови рат се наставио скоро двадесет година, окончаврши се потписивањем мира 591, којим је промијењена византијско-персијска граница успостављена 387. унутар Јерменске висоравни. Персијски шахиншах Хозроје II за војну помоћ коју му је пружио византијски цар Маврикије у сузбијању побуне Бахрама Чубина и повратку на пријесто, уступио је Византији значајне територије Марзпанства Јерменија (земље на сјеверу, западно од језера Ван, тј. три четвртине тамошњих персијских посједа), Иверију и Месопотамију (Мартиропољ, Дару). Укупна површина великојерменских земаља које су припале Византији постала је 91.519 км², а цијела површина Византијске Јерменије порасла је на 227.969 км².
До промјена у административном статусу јерменских области које су прије рата биле у саставу Византије дошло је 591. године. Трећа Јерменија, са средиштем у Мелетени, постала је Прва Јерменија, Четврта Јерменија је подијељена на Јустинијанову Јерменију, са средиштем у Мартиропољу, и Другу Четврту Јерменију са средиштем у Аршамашату. Образована је нова административна јединица — Четврта Јерменија, са средиштем у Амиди, која је обухватала земље некадашње покрајине Месопотамија и сјеверозападне округе Марзпанства Јерменија, које су постале дио царства. Друга Јерменија, са средиштем у Себастији, задржала је своје име и границе, а административни термин Трећа Јерменија је престао да се користи. Дио Прве Јерменије (прије 536 — Полемонски Понт, Кападокијски Понт и Халдија) постао је Дио Велике Јерменије, са средиштем у Трапезунду, а остатак Прве Јерменије (прије 536 — Унутрашња Јерменија) — као Највећи дио Велике Јерменије, са средиштем у Теодосиопољу. Област Туруберан добила је назив Велика Јерменија. Ајрарат без округ око главног града Двина (Арат, Мазаз, Остан Хајоц, Урцадзор и Шарур-дашт) — Унутрашња Јерменија, а Тајк — Дубока Јерменија.
Цар Маврикије је убијен током побуне војсковође Фоке, који је постао цар, 602. године. Персијски шахиншах Хозроје II објавио је рат Фоки под изговором освете за Маврикијеву смрт. Сукоб му је користио, јер се надао да ће повратити Византијску Јерменију и Месопотамију. Дубоко незадовољство царем Фоком проширило се широм Византије, што је довело до грађанског рата 608. године. Персијанци су, искористивши ситуацију, освојили многе пограничне градове у Јерменији и горњој Месопотамији. До ступања новог цара Ираклија на пријесто 610. године, Персијанци су заузели све византијске градове источно од ријеке Еуфрат и у Јерменији. Ираклијев персијски поход 622—626. промијенио је однос снага и приморао Персијанце на дефанзиву. Према условима мира, граница између двије државе враћена је на стање из 602. године.

### Арапска освајања
Прекретница за Византијску Јерменију била 640. година. Користећи арапска освајања, Савјет ишхана Јерменије је водио независну политику. Два дијела Велике Јерменија уједињена су под влашћу јерменског ишхана, који је признао превласт Арапског калифата. Истовремено, Византинци су на подручју Мале Јерменије створили покрајину Арменикон као пограничну војну област. Изгубивши власт у хришћанском Египту, Сирији и Јерменској висоравни, Византинци су се усредсредили на грузинско племство. Почетком 7. вијека Грузинска црква је прихватили Халкидонски сабор, који је Јерменска црква осудила током Двинске црквене скупштине. У међувремену, цијела власт у Јерменији већ је била концентрисана у рукама јерменских ишхана (углавном Мамикоњана и Багратида) и јерменског католикоса.
У 10—11. вијеку Византинца је поново настојала да заузме територију Јерменије. Након што је царство покорило низ јерменских држава, значајан дио мјесне аристократије прешао је на византијску службу. Међутим, криза која је захватила царство у другој половини 11. вијека пружила је јерменском племству могућност да поврати независност. Седамдесетих година 11. вијека Филарет Варажнуни је покушао да створи независну државу.